# Березняк (фильм)
«Березняк» (пол. Brzezina) — фильм польского режиссёра Анджея Вайды по повести Ярослава Ивашкевича.

## Сюжет
Польша рубежа XIX—XX веков. Герой фильма Станислав болен чахоткой, возвращается из санатория в Швейцарии и, чувствуя приближение конца, хочет провести последние месяцы жизни в доме своего брата, недавно овдовевшего лесника Болеслава. Тот живёт в лесу с дочерью Олей, экономкой и «приходящей» служанкой по имени Малина; любовь к последней скрашивает уход Станислава из жизни. Он похоронен в той же роще, где стоит берёзовый крест над могилой жены Болеслава. Кончина брата возвращает подавленному потерей жены Болеславу жизненные силы.

## Стиль
Фильм о любви и смерти, по своей атмосфере несколько напоминающий психологический кинематограф Бергмана.

## Награды
- 1971 — на Московском Международном кинофестивале Специальная золотая премия за режиссуру была присуждена Анджею Вайде. Даниэль Ольбрыхский получил приз за лучшее исполнение мужской роли.

## В ролях
- Да́ниэль Ольбры́хский — Болеслав
- Эмилия Краковская — Малина
- Ольгерд Лукашевич — Станислав
- Марек Перепечко — Михал
- Ян Доманский — Янек
- Данута Водыньская — Катажина
- Эльжбета Жолек — Оля

### В эпизодах
- Мечислав Стоор
- Ежи Обламский
- Анджей Котковский
- Алина Шпакувна
- Ежи Прухницкий
- Ирена Скверчиньская